# Nastro d'argento al miglior documentario sul cinema
Il Nastro d'argento al miglior documentario dedicato al cinema è un riconoscimento cinematografico italiano assegnato dal Sindacato Nazionale Giornalisti Cinematografici Italiani dal 2010.

## Albo d'oro
- 2010: Daniele Anzellotti e Francesco Del Grosso - Negli occhi
- 2011: Gianfranco Giagni - Dante Ferretti: scenografo italiano
- 2012: Mimmo Verdesca - In arte Lilia Silvi
- 2013: Luciano Barcaroli e Gerardo Panichi - Giuseppe Tornatore, ogni film un'opera prima
- 2022 : Giuseppe Tornatore - Ennio[1]